# Pennus
Pennus (en llatí: Pennus, que segons Isidor de Sevilla vol dir agut: "pennum antiqui acutum dicebant") va ser un cognomen romà que apareix entre la gens Júnia i la gens Quíntia. En aquesta segona gens, apareix sempre afegit a altres cognoms com Capitolí, Crispí i Cincinnat.
Els Pennus de la gens Júnia van ser:
- Marc Juni Pennus, pretor urbà el 201 aC.
- Marc Juni Pennus, cònsol el 167 aC, fill de l'anterior.
- Marc Juni Pennus, tribú de la plebs el 126 aC, fill de l'anterior.

A la gens Quíntia, portaren aquest cognom Tit Quinti Pennus Cincinnat, cònsol el 431 aC, i Tit Quinti Pennus Capitolí Crispí, cònsol el 354 aC. No obstant això, segons Smith tots els Crispí de la gens Quíntia també eren Pennus Capitolí, i així també s'haurien anomenat així Tit Quinti Crispí i el seu fill Luci, i Tit Quinti Crispí Sulpicià.